# Ripenda Verbanzio
Ripenda Verbanzi (in croato Ripenda Verbanci)  è un insediamento del comune di Albona, nella regione istriana, in Croazia. Nel 2001, la località conta 96 abitanti.

## Società

### Evoluzione demografica
Evoluzione demografica della località di Ripenda Verbanzio secondo i seguenti anni: 
1857 = 642 ab.| 1869 = 614 ab.| 1880 = 262 ab.| 1890 = 230 ab.| 1900 = 249 ab.| 1910 = 264 ab.| 1921 = 1.191 ab.| 1931 = 1.212 ab.| 1948 = 274 ab.| 1953 = 260 ab.| 1961 = 211 ab.| 1971 = 168 ab.| 1981 = 129 ab.| 1991 = 107 ab.| 2001 = 96 ab.